# BMW F 800 GS

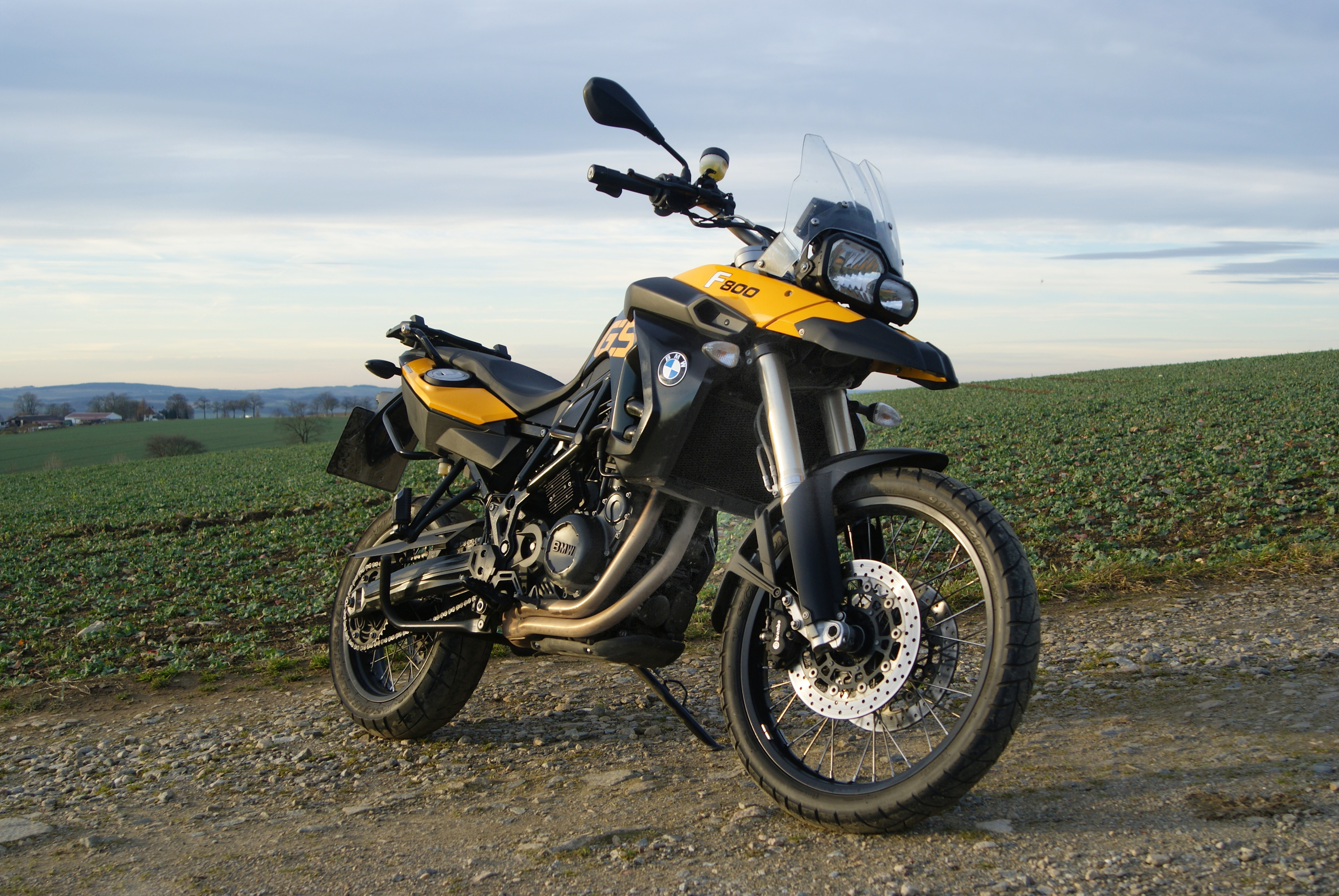
F 800 GS, Ausführung 2008

Die BMW F 800 GS ist ein geländegängiges Motorrad des deutschen Fahrzeugherstellers BMW. Die Reiseenduro wurde 2008–2018 im BMW-Werk Berlin in Spandau produziert und basiert auf der F-Reihe. Sie ist unterhalb der Boxer-Reihe R 1200 GS angesiedelt und weitgehend baugleich mit der ebenfalls ab 2008 hergestellten F 650 GS.
Die Modellbezeichnung „GS“ bedeutet „Gelände / Straße“, die interne Bezeichnung lautet E8 GS, der Werkscode K72.

## Geschichte
Bereits bei der Vorstellung der F 800 S/ST im Jahr 2006 wurde bekannt, dass auch eine Reiseenduro-Version mit dem Zweizylindermotor der neuen F-Serie geplant war.
Die F 800 GS wurde am 6. November 2007 auf der 65. Internationalen Motorradmesse EICMA in Mailand erstmals der Öffentlichkeit vorgestellt. Der Verkaufsbeginn war im März 2008. Beim International Design Excellence Award 2008 kam die F 800 GS in die Endauswahl.

### Modellpflege
Für die Saison 2009 wurde das Motorrad alternativ mit LED-Blinkern statt weißen Blinkleuchten angeboten. Die amerikanische Zeitschrift Rider Magazine kürte die F 800 GS zum Motorrad des Jahres 2009.
Ab dem Modelljahr 2011 wurde die Restreichweitenanzeige im wahlweise lieferbaren Bordcomputer durch eine separate Kilometerzählung ab Erreichen der Reservekraftstoffmenge (4 Liter) ersetzt.
In den ersten beiden Produktionsjahren gab es mehrfach Rückruf- und technische Aktionen seitens des Herstellers. So wurden unter anderem der Geber für die Tankanzeige gewechselt, die Befestigung des Kühlwasserschlauches überarbeitet, die vordere Steckachse und der Kettensatz erneuert sowie eine neue Bordsoftware aufgespielt.
|      | weltweit | Deutschland | Österreich |
| ---- | -------- | ----------- | ---------- |
| 2008 | 10.261   | 1.852       | 180        |
| 2009 | 10.974   | 1.460       | 122        |
| 2010 | 9.669    | 1.468       | 155        |
| 2011 | 9.829    | 1.489       | 104        |
| 2012 | 11.487   | 1.791       | 136        |
| 2013 | 10.166   | 1.571       |            |
| 2014 |          | 1.528       |            |
| 2015 |          | 1.198       |            |
| 2016 |          | 1.008       |            |

Ab den Baujahr 2013 gab es eine erste Modellpflege. Sie betraf vor allem ein geändertes Design der Kühlerverkleidung. Im gleichen Jahr wurde zudem die Modellpalette um die F 800 GS Adventure mit gleichem Motor und Fahrwerk, aber größerem Kraftstofftank, Windschild und Ausstattung erweitert.
2018 wurde die F 800 GS nach ca. 165.000 Exemplaren durch die F 750 GS und die F 850 GS abgelöst.

## Konstruktive Merkmale F800 GS

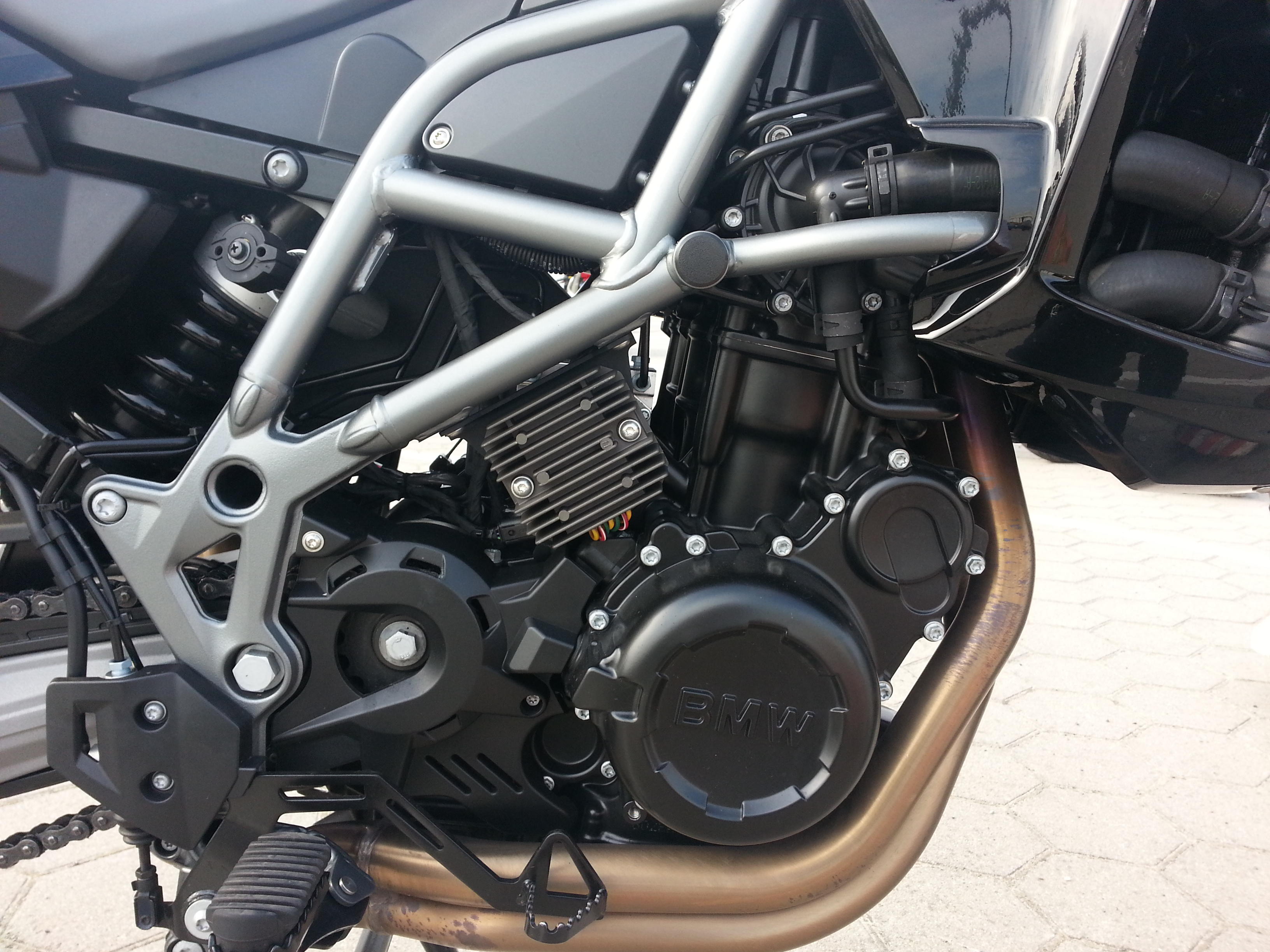
Rotax 804 als mittragendes Element des Fahrwerks

Der bei Rotax gebaute Zweizylinder-Reihen-Viertaktmotor Rotax 804 mit Elektrostarter und elektronischer Saugrohreinspritzung ist flüssigkeitsgekühlt und hat vier Ventile je Zylinder. Sie werden über zwei oben liegende Nockenwellen (dohc) betätigt. Der Hubzapfenversatz beträgt 360°. Der Motor hat einen Zylinderwinkel von 8,5° und steht damit fast senkrecht. Er ist rund ein Kilogramm leichter als die S/ST-Variante. Die Auspuffanlage mit geregeltem Katalysator besteht aus rostfreiem Stahl. Die Mehrscheiben-Ölbad-Kupplung ist seilzugbetätigt. Das klauengeschaltete Sechsganggetriebe hat kurze Schaltwege. Eine Dichtringkette überträgt die Kraft auf das Hinterrad.
Das Chassis dieser GS-Ableitung ist ein Gitterrohrrahmen aus Stahl mit dem Motor als mittragendem Element. Gegenüber der Einzylinder Baureihe wurde auf einen Rahmenunterzug verzichtet. Der Heckrahmen, der den Tank aufnimmt, ist angeschraubt. Die zweiteilige Rahmenkonstruktion wurde von Frank Lanner entwickelt. Sie unterscheidet sich deutlich von der größeren R 1200 GS, die einen kleinen Vorderrahmen fürs Federbein und die Gabelbrücke aufnimmt und den großen Heckrahmen. Die F 800 GS ist damit besser für Enduroeinsätze geeignet, während die Boxer-GS hauptsächlich auf Fernreisen mit Touringeigenschaften ausgelegt ist.
Die Upside-Down-Teleskopgabel von Marzocchi hat einen Innenrohrdurchmesser von 45 mm und einen Federweg von 230 mm. Durch die Teleskopgabel hat sie keinen Bremsnickausgleich, was zum Wegtauchen bei starken Bremsmanövern führt.
Die Zweiarmschwinge aus Leichtmetall hat ein einstellbares Federbein von ZF Sachs mit 215 mm Federweg. Das hintere direkt angelenkte Federbein hat eine wegeabhängige Dämpfung. Federvorspannung und Zugstufendämpfung sind verstellbar.
Das Motorrad ist vorn mit Doppelbremsscheiben mit einem Durchmesser von 300 mm und Zweikolbenschwimmsattel und hinten mit einer einfachen Bremsscheibe mit 265 mm und einem Einkolbensattel ausgerüstet. Die Bremsanlagen sind von Brembo. Das 2-Kanal-ABS von Bosch ist abschaltbar.
Die Drahtspeichenräder haben Aluminiumfelgen mit einer Größe von 21 Zoll (vorn) und 17 Zoll (hinten).
Der 16 Liter fassende Tank ist wie bei allen Motorrädern der F-Reihe unter der Sitzbank untergebracht, wodurch der Schwerpunkt niedrig gehalten wird. Die Tanköffnung befindet sich auf der rechten Seite in Höhe des Soziussitzes. Über dem Motor wurde die Starterbatterie sowie die Airbox angeordnet. Die Sitzhöhe beträgt 880 mm. Eine alternative Sitzbank mit weniger Polsterung reduziert die Sitzhöhe auf 830 mm. Als Windschutz dient eine transparente Plastikscheibe.

## Modellvariante F650 GS
Es wurde parallel eine eigenständige Variante mit dem gleichen Grundmotor und Tragstruktur (Rahmen und Schwinge) entwickelt. Sie war in Deutschland sehr beliebt als Fahrschulmotorrad. Die zweizylinder F650GS erhielt das Kürzel "F", während die weiter gebaute Einzylinder das Kürzel "G" erhielt. Die Motorleistung wurde auf 52 kW/71 PS und das Drehmoment auf 75 Nm begrenzt. Die F650GS erreicht damit eine Höchstgeschwindigkeit von 189 km/h.
Die größten Unterschiede der F650GS zur F800GS sind im Fahrwerk zu finden. Für eine niedrigere Sitzhöhe wurden die Voderraddimension von 21" auf 19" reduziert. Die Räder wurden als schlauchlose Gussräder in der Dimension 2.5x19 und 4.25x17 ausgeführt.
Das Reifenprofil wurde mehr auf Onroad Nutzung ausgelegt. Die Dimensionen betragen 110/80-19 vorne und 140/80-17 hinten.
Die Vorderradführung wurde als konventionelle Teleskopgabel mit 180 mm Federweg ausgelegt. Der Federweg wurden hinten auch auf 180 mm reduziert.
Durch die geringeren Federwege mussten auch der Seiten- und Kippständer gekürzt werden. Für eine bessere Strassenergonomie wurde der Lenker  flacher ausgeführt.
Durch das 15 kg geringere Fahrzeuggewicht reicht eine Bremsanlage am Vorderrad aus. Sie ist eine Besonderheit bei BMW, weil sie am rechten Gabelbein befestigt ist.

### Farbkombinationen
Angeboten wurde das Motorrad 2008 und 2009 in den Farbkombinationen Sunsetgelb/Schwarz seidenglänzend und Darkmagnesium/metallic. Ab 2010 ist es in den Farbkombinationen Lavaorange metallic/Schwarz seidenglänzend und Alpinweiß uni erhältlich. Außerdem wurde ein Sondermodell 30 Jahre GS mit rotem Hauptrahmen angeboten.
Im Jahr 2011 gibt es Sondermodelle in Desert Blue uni/Alpinweiß uni (Trophy) und Tiefschwarz/Granitgrau-metallic matt/Nürburgsilber-metallic (Triple Black). Als Farbkombination wird 2012 ausschließlich Graphitan metallic Schwarz angeboten. Die Modelle 2013 sind in Kalamata metallic, Cordobablau uni und Alpinweiss uni verfügbar.

### Reifenfreigabe
Serienmäßig hat die F 800 GS Reifenfreigaben für Bridgestone Battle Wing BW 501 G/BW 502 G, Continental TKC 80, Continental TKC 70, Metzeler MCE Karoo 2 (T)/MCE Karoo (T), Metzeler Tourance EXP, Metzeler Tourance NEXT, Michelin Anakee/Anakee C, Pirelli Scorpion Trail Front/Scorpion Trail G, Heidenau K60 Scout.
Durch die Speichenräder müssen auch Schläuche aufgezogen werden.

## Kritiken
„Mit der 800 GS belebt BMW ein früher starkes Segment neu. Nämlich das kerniger Enduro-Allrounder vom Schlage einer Africa Twin oder R 80 GS. Robuste, unverwüstliche Maschinen, die in jedem Umfeld eine gute Figur abgeben.“

„Die F 800 GS vereint echte Offroadtugenden mit einer hervorragenden Straßeneignung. Eine Reiseenduro im besten Sinne also. Es schließt die Lücke zwischen den mittlerweile runde 100 PS starken Großenduros vom Schlage einer R 1200 GS oder der KTM 990 Adventure und den viel leichteren Einzylindern.“

„Zu schmall und zu hart ist das Sitzpolster, zu flach die Verkleidungsscheibe und zu klein der Tank, der im Heck untergebracht ist.“

„Die 85 PS reichen immerhin auch für ein Autobahntempo von rund 200 km/h. Der aufrecht im neu konstruierten Rahmen stehende 800er-Twin gibt seine Leistung sehr gleichmäßig über das gesamte Drehzahlband ab, schiebt schon aus niedrigen Drehzahlen ruckelfrei an, zeigt sich elastisch und vibrationsarm.“

„Während sich die große 1200er-GS sowohl preislich als auch gewichtsmäßig vom waschechten Abenteuer-Motorrad weit entfernt hat und eine Africa Twin seit Jahren nicht mehr erhältlich ist, drängt sich die F 800 GS als Alternative fast von selbst auf. Einziges Handicap: Diese GS ist mit einer Sitzhöhe von minimal 850 mm nicht gerade niedrig, und mit vollgetankten 221 Kilo ist sie zudem die Schwerste im F-Programm.“